# 錫爾納島
36°20′33″N 26°40′38″E / 36.34250°N 26.67722°E
锡爾納島（希臘語：Σύρνα）是希臘的島嶼，位於阿斯蒂帕莱阿岛東南面35公里的愛琴海，屬於佐澤卡尼索斯群島的一部分，面積11平方公里，最高點海拔高度322米，島上無人居住。行政上该岛隶属于南愛琴大區卡利姆诺斯专区的阿斯蒂帕莱阿市镇。